# Eugène Constant
Eugène Louis Constant (ur. 8 stycznia 1901 w Boulogne-sur-Mer, zm. 22 października 1970 tamże) – francuski wioślarz, srebrny medalista olimpijski.
Wystąpił na igrzyskach olimpijskich w Paryżu w 1924, gdzie Francuzi w składzie: Eugène Constant, Louis Gressier, Georges Lecointe, Raymond Talleux i Marcel Lepan zdobyli srebrny medal w czwórkach ze sternikiem. W finale Francuzi o 3,2 sekundy przegrali ze Szwajcarią. Na tej samej imprezie wystartował też w dwójkach ze sternikiem, razem z Talleux i Lepanem zajmując czwarte miejsce. Walkę o brązowy medal Francuzi przegrali z osadą Stanów Zjednoczonych. Były to jego jedyne starty olimpijskie.
W dwójkach ze sternikiem zdobył także brązowy medal na mistrzostwach Europy w Como (1923). 